# FBReader
FBReader — компьютерная программа для чтения электронных книг в различных форматах. Работает в операционных системах Android, Linux, macOS, Windows, BlackBerry OS и других. Являлась программным обеспечением с открытым исходным кодом.
Изначально написана для работы на карманном компьютере Sharp Zaurus, а позже была портирована на несколько платформ, в число которых входят Siemens SIMpad, Archos PMA430, Motorola (E680i, A780, A1200, E8/Em30, Zn5, u9), Nokia Internet Tablet, Familiar, Windows XP и Linux на ПК и электронных книгах. В версии для ОС Linux для создания пользовательского интерфейса используются библиотеки Qt4.

## Поддерживаемые форматы
FBReader поддерживает несколько распространённых форматов электронных книг, может открывать файлы книг из архивов форматов zip, tar, gzip и bzip2. Отличительной особенностью программы является отсутствие поддержки таблиц для всех форматов. Список поддерживаемых форматов:
- FictionBook («.fb2», «.fb2.zip») (без таблиц);
- ePub («.epub»);
- HTML («.htm», «.html»);
- doc[3] («.doc»);
- Microsoft Compiled HTML Help («.chm»);
- plucker[4] («.pdb»);
- Palmdoc, AportisDoc («.doc.prc»);
- zTxt;
- TCR;
- Rich Text Format («.rtf»);
- OEB;
- OpenReader;
- формат mobipocket («.mobi»), не защищённый техническими средствами защиты авторских прав (англ. DRM);
- простой текст («.txt»);
- Portable Document Format («.pdf») и DjVu («.djvu») (поддерживаются только при установке дополнительных модулей[5]).

## Основные возможности
Основные возможности программы:
- поддержка нескольких кодировок (UTF-8, US-ASCII, Windows-1251, Windows-1252, KOI8-R, IBM866, ISO 8859, Big5[англ.], GBK[англ.]);
- поддержка гиперссылок;
- автоматическое открытие файла, открытого при последнем запуске программы;
- хранение списка последних открытых файлов;
- поддержка текстового поиска;
- возможность работы в полноэкранном режиме;
- возможность получить доступ к онлайн-библиотекам;[6]
- возможность поворота экрана на 90°, 180° и 270°;
- создание виртуальной библиотеки, в которой можно группировать книги по тематическим разделам. Преимуществом таких библиотек считается то, что не требуется блуждать по каталогам файловой системы в поисках нужного издания.
- синхронизация библиотеки между различными устройствами, а также прогресса чтения через "Книжную сеть FBreader".

## Интерфейс
В графическом интерфейсе программы отсутствует традиционное меню, представлена только панель инструментов с кнопками. В нижней части окна по умолчанию отображаются количество страниц книги, номер текущей страницы и текущее время. В диалоговом окне можно изменить шрифт, размер шрифта, задать величину отступа текста от края окна, изменить способ перелистывания страниц и другое.

## FBReaderJ
FBReaderJ — клон FBReader для платформы Android, написанный на языке Java. Ныне носит название «FBReader для Android».
Поддерживает форматы FB2, ePub, RTF, DOC (Microsoft Word), HTML, TXT (обычный текст), mobipocket/kindle, чтение файлов из архивов zip, tar и gzip.